# Керіл Енн Фугейт
Керіл Енн Фугейт (англ. Caril Ann Fugate, народилася 30 липня 1943 року) — наймолодша жінка в історії Сполучених Штатів Америки, яку судили за вбивство першого ступеня. Вона була спільницею серійного вбивці Чарльза Старквезера. Керіл Фугейт засудили до довічного ув’язнення, але через сімнадцять років її достроково звільнили.

## Передумови злочину
Керіл Фугейт жила в Лінкольні, штат Небраска, зі своєю матір'ю та вітчимом. У 1956 році, у віці 13 років, вона подружилася з Чарльзом Старквезером, який був на п'ять років старший за неї. Вони познайомилися через сестру Керіл Барбару, яка зустрічалася з другом Старквезера. 21 січня 1958 року Старквезер застрелив вітчима і матір Керіл. А також наніс ножове поранення у шию молодшій зведеній сестрі. Сама Керіл стверджувала, що прийшла додому і виявила там Старквезера, який чекав на неї з пістолетом. Вона також повідомила, що Старквезер тримав її сім'ю у заручниках і що вона повинна робити так, як їй накажуть. Протягом наступних шести днів пара жила в будинку і не приймала жодних гостей, що викликало підозру у родичів Керіл. Пізніше тіла вбитих були знайдені у господарських будівлях.

## Вбивства після втечі
Старквезер і Фьюгейт втекли з місця злочину, та прямуючи через Небраску до Вайомінга пограбували і вбили шість чоловік. Заарештували їх 29 січня 1958 року.

## Вирок
Старквезер був засуджений до смертної кари і страчений на електричному кріслі 25 червня 1959 року. В своїх показах Старквезер стверджував, що Керіл Фьюгейт особисто вбила кількох людей. На що Керіл заперечувала і в усіх вбивствах звинувачувала свого подільника.  Керіл Фьюгейт засудили до довічного ув'язнення, покарання вона відбувала у виправному центрі для жінок, штат Небраска. Будучи зразковою ув'язненою, після 17 років відбування покарання, у червні 1976 року, Керіл Фьюгейт була звільнена умовно-достроково.

## Звільнення з в’язниці
Після умовно-дострокового звільнення Керіл змінила прізвище та проживала в Лансінгу, штат Мічиган, де працювала санітаром у місцевій лікарні та не контактувала з пресою, давши лише одне інтерв'ю телефоном 8 серпня 1996 року. У 2007 році Фугейт вийшла заміж за Фредріка Клера, який був на 11 років старший за неї. 5 серпня 2013 року, внаслідок дорожньо-транспортної пригоди, Фугейт отримала серйозні травми, а її чоловік загинув на місці події.  
У лютому 2020 року Фугейт намагалася добитися своєї повної реабілітації та зняття всіх звинувачень за співучасть у вбивствах, проте суд у липні того ж року відмовив у задоволенні позову.

## У масовій культурі

### Кіно і телебачення
Справа Старквезера-Фугейта надихнула режисерів на створення таких фільмів: «Садист» (1963), «Бедленди» (1973), «Каліфорнія» (1993), «Вбивство в провінції» (1993), «Природжені вбивці» (1994),  «Старквезер» (2004).
У фільмі Пітера Джексона «Страшили» (1996) головні герої, які вчиняють вбивства ідентичні злочинцям Чарльзу Старквезеру та Керіл Фугейт. Четвертий епізод «Небезпечні зв’язки» серіалу «Смертельні жінки» був присвячений вбивствам Старквезера-Фугейт.

### Музика
Серійні вбивці Чарльз Старквезер та Керіл Фугейт, а також їхні злочини згадуються у піснях:
Пісня «Nebraska» (1982) року, Брюс Спрінгстін.
Пісня «Hate So Real» (1994), гурт «J Church».
Пісня «Stark Weather», гурт «Icky Blossoms».
Пісня «Nebraska», Ніколь Доллангангер.  
Пісня «We Didn’t Start the Fire», Біллі Джоел.